# Isopedella conspersa
Isopedella conspersa är en spindelart som först beskrevs av Ludwig Carl Christian Koch 1875.  Isopedella conspersa ingår i släktet Isopedella och familjen jättekrabbspindlar. Inga underarter finns listade i Catalogue of Life.